# The Letter (film 1929)
 The Letter  è un film del 1929 diretto da Jean de Limur, tratto dall'omonimo racconto e dall'omonimo dramma di William Somerset Maugham.
Girato muto, il film fu distribuito in versione muta e in versione sonorizzata.
Nel 1940 William Wyler ne girò il remake, uscito in Italia con il titolo Ombre malesi. Herbert Marshall,  che in questo film interpreta la parte di Hammond, l'amante, nel remake impersona quella del marito.

## Produzione
Il film fu prodotto da Monta Bell (che firma anche come supervisore) per la Paramount Pictures (con il nome Paramount Famous Lasky Corporation).

## Distribuzione
Il copyright del film, richiesto dalla Paramount Famous Lasky Corp., fu registrato il 13 aprile 1929 con il numero LP307.
Distribuito dalla Paramount Pictures, il film uscì nelle sale cinematografiche statunitensi il 13 aprile dopo essere stato presentato in prima a New York il 7 marzo 1929. Venne distribuito in tutto il mondo: in Argentina, fu presentato il 7 settembre 1929 con il titolo La carta trágica. In Finlandia uscì il 21 aprile 1930, in Portogallo, chiamato A Carta, il 13 ottobre 1930.
Copia della pellicola si trova conservata negli archivi del Museum of Modern Art.

### La critica
"Fisico diafano, bella, ma di una magrezza tragica e angosciosa, già devastata dalla droga che la ucciderà. In The Letter (ripreso da un soggetto di Maugham per la Paramount dal francese Jean de Limur), [Jeanne Eagels] emana un'emozione che sfugge alle stesse intenzioni del regista"

## Riconoscimenti
Il National Board of Review of Motion Pictures l'ha inserito tra i migliori dieci film del 1929.
Per la sua interpretazione Jeanne Eagels, che era morta nell'ottobre del 1929, fu candidata nell'aprile 1930 all'Oscar alla miglior attrice. Fu la prima candidatura postuma per un attore o un'attrice nella storia del prestigioso premio. Quell'anno, l'Oscar fu vinto da Mary Pickford per la sua interpretazione di Coquette di Sam Taylor.